# Стандарт
Станда́рт —  нормативний документ, заснований на консенсусі, прийнятий визнаним органом, що встановлює для загального і неодноразового використання правила, настанови або характеристики щодо діяльності чи її результатів, та спрямований на досягнення оптимального ступеня впорядкованості в певній сфері.
Стандарт може також містити вимоги до термінології, позначок, пакування, маркування чи етикетування, які застосовуються до певної продукції, процесу чи послуги.

## Загальний опис
Стандарт — в широкому розумінні — зразок, еталон, модель, які приймаються за вихідні для порівняння з ними інших подібних об'єктів. Стандарт як нормативно-технічний документ встановлює комплекс норм, правил, вимог до об'єкта стандартизації. Стандарт розробляється як на матеріальні предмети (продукцію, еталони, зразки речовин), так і на норми, правила, вимоги в різних галузях. В Україні за сферою дії розрізняють стандарти міжнародні (стандарти прийняті міжнародною організацією, напр., стандарт ISO), регіональні (ГОСТ, EN), національні (ДСТУ), галузеві (ГСТУ і ОСТ) і підприємств (СТП). Розробка і перегляд національних стандартів здійснюють науково-дослідні інститути і інші спеціалізовані організації з урахуванням зауважень і пропозицій зацікавлених організацій. Затверджуються ДСТУ Держстандартом України.

## Правове регулювання
Виходячи з положень Закону «Про стандартизацію», стандарти є нормативними документами, що встановлюють правила, загальні принципи і характеристики, які стосуються діяльності чи її результатів. Вони можуть містити вимоги до термінології, позначення, упаковки, маркування та / або етикетці, які застосовуються до певної продукції, процесу чи послуги.
В ієрархії нормативних документів, що регулюють вимоги до якості продукції, способам і процесам її виробництва, стандарти займають менш високе місце, ніж технічні регламенти. Якщо технічні регламенти, будучи законами або актами Кабміну, є обов'язковими до застосування у всіх випадках, то дотримуватися стандартів необхідно хоч і в багатьох, але не у всіх випадках.
Згідно з ч.2 ст.15 ГК застосування стандартів та їх обов'язкових положень є обов'язковим для:
- Суб'єктів господарювання, якщо на стандарти є посилання в технічних регламентах;
- Учасників договору з розробки, виготовлення чи постачанні продукції, якщо в ньому є посилання на певні стандарти;
- Виробника чи постачальника, якщо він склав декларацію про відповідність продукції певним стандартам чи вказав позначення цих стандартів у їх маркуванні.

## Різновиди стандартів
- СТАНДАРТ МІЖДЕРЖАВНИЙ — стандарт, прийнятий країнами, що приєдналися до Угоди про проведення погодженої політики в галузі стандартизації, метрології та сертифікації (див. сертифікат), і застосовуваний ними безпосередньо. ДСТУ 1.0-93.
- СТАНДАРТ МІЖНАРОДНИЙ — стандарт, прийнятий міжнародною організацією зі стандартизації. ДСТУ 1.0-93.

Міжнародна Організація зі Стандартизації (англ. International Organization for Standardization, ISO) — міжнародна організація, метою діяльності котрої є ратифікація стандартів, розроблених спільними різних країн. Станом на 2010 р. до ISO входить 161 країна зі своїми національними організаціями по стандартизації. Україну в ISO представляє Державний комітет України з питань технічного регулювання та споживчої політики.
- СТАНДАРТ НАЦІОНАЛЬНИЙ — стандарт, прийнятий національним органом зі стандартизації однієї держави. ДСТУ 1.0-93.
- СТАНДАРТ ПІДПРИЄМСТВА — стандарт, що розробляється на продукцію (процеси, послуги), яку виробляють та застосовують (здійснюють, надають) лише на конкретному підприємстві. ДСТУ 1.0-93.
- Галузевий стандарт — стандарт на продукцію, послугу, який розроблявся у разі відсутності державних стандартів України чи в разі необхідності встановлення вимог, які перевищували або доповнювали вимоги державних стандартів, згідно з ДСТУ 1.0-93. Галузеві стандарти (ОСТ) та прирівняні до них інші нормативні документи колишнього Союзу Радянських Соціалістичних Республік, галузеві стандарти України (ГСТУ) застосовуються до їх заміни на технічні регламенти, національні стандарти, кодекси усталеної практики чи скасування в Україні, але не більш як 15 років з дня набрання Закону про стандартизацію[3].

## Класифікація за методом прийняття
- Стандарт ідентичний (IDT) - стандарт максимально наближений до оригінального міжнародного;
- Стандарт модифікований (MOD) — посутнісно наближений, наприклад міждержавний стандарт модифікований до міжнародного;
- Стандарт не еквівалентний (NEQ) - стандарт з серйозними змінами в структурі або змісті.

## Розробка стандартів
Розробку держстандартів України здійснюють технічні комітети стандартизації (ТК), міністерства (відомства), головні (базові) організації зі стандартизації або організації (підприємства), що мають у відповідній області необхідний науково-технічний потенціал. Стандарти розробляють відповідно до плану держстандартизації України з урахуванням норм чинного законодавства України, вимог стандартів державної системи стандартизації України та документів міжнародної та регіональної організації зі стандартизації. 
При розробці стандартів використовують науково-технічні результати науково-дослідних, дослідно-конструкторських, дослідно-технологічних, проектних робіт, результати патентних досліджень, міжнародні, регіональні стандарти, правила, норми і рекомендації з стандартизації, прогресивні національні стандарти інших країн та іншу інформацію про сучасних досягненнях вітчизняної та зарубіжної науки, техніки і технології.
Робота технічного комітету зі стандартизації починається зі збору заявок на розробку стандарту. Заявниками можуть бути державні органи та організації, громадські об'єднання, науково-технічні товариства, підприємства, фірми, підприємці, які направляють заявки в технічний комітет.
На основі заявок Держстандарт України формує річний план державної стандартизації України.

## Модифікація стандартів
Модифікацію міждержавного стандарту по відношенню до міжнародного здійснюють шляхом застосування одного або будь-якої комбінації із таких способів:
• доповнення основних нормативних положень застосовуваного міжнародного стандарту новими положеннями;
• виключення додаткових елементів (приміток, виносок, довідкових посилань та / або додатків, бібліографії);
• виключення рекомендованих додатків, а в стандарті на терміни та визначення окремих термінологічних статей;
• виключення посилань на інші міжнародні стандарти та / або інші документи, які не діють на міждержавному рівні як нормативні документи;
• зміни частині положень шляхом зміни показників, характеристик, окремих фраз і слів, що стосуються технічного змісту стандарту;
• зміни структури стандарту (повністю або частково).
Модифікованим також вважається стандарт, що містить ідентичні або модифіковані основні нормативні положення двох або більше взаємопов'язаних міжнародних стандартів.

У ГОСТ 1.5-2001 особливу увагу приділено способам модифікації технічних відхилень при оформленні міждержавних стандартів, модифікованим по відношенню до міжнародних стандартів. При цьому допускається застосування всіх використовуваних в міжнародній практиці способів:
• включення додаткових додатків;
• включення додаткових структурних елементів і окремих абзаців (укладаючи їх для ідентифікації в рамки з тонких ліній і супроводжуючи примітками з обґрунтуванням причин їх включення);
• виділенням курсивом змінюваних або додаткових фраз, слів, показників, їх значень;
• виділення змінюваних положень вертикальною лінією (зліва від тексту);
• приведенням таблиці з зіставленням структури міждержавного стандарту зі структурою застосовуваного в ньому МС.

## Видання та розповсюдження стандартів
Відповідно до ст. 11 Закону України "Про стандартизацію" діяльність щодо розроблення, прийняття, перевірки, перегляду, скасування та відновлення дії національних стандартів та кодексів усталеної практики та змін до них є виключним повноваженням національного органу стандартизації (НОС).  
Відповідно до розпорядження Кабінету Міністрів України від 26 листопада 2014 р. № 1163-р "Про визначення державного підприємства, яке виконує функції національного органу стандартизації" державне підприємство “Український науково-дослідний і навчальний центр проблем стандартизації, сертифікації та якості” виконує функції національного органу стандартизації.  
Виключно НОС компетентний оприлюднювати, видавати та розповсюджувати національні стандарти, правила усталеної практики, класифікатори та каталоги національних нормативних документів. 
Видання та розповсюдження нормативних документів міжнародних і регіональних організацій, членом яких є Україна, здійснюються виключно Національним органом стандартизації. 
Для надання інформації заінтересованим сторонам НОС формує та веде національний фонд нормативних документів, функціонує як Національний інформаційний центр міжнародної інформаційної мережі (ISONET), складає та веде каталог національних стандартів та кодексів усталеної практики.  
Інформаційні послуги надаються шляхом опублікування офіційних текстів стандартів, інформаційних та довідкових видань, а також їх розповсюдження інформаційними мережами в порядку ініціативи та на замовлення.

## Політика в галузі стандартизації в Україні
З 1 січня 2016 європейські та міжнародні стандарти діятимуть на території України замість національних стандартів. Про це йдеться в наказі Міністерства економічного розвитку і торгівлі України №1493 "Про прийняття європейських і міжнародних нормативних документів як національних стандартів України, змін до національних стандартів України та скасування національних стандартів України" від 30 грудня 2014 року. Відповідні зміни відбуваються за законом "Про стандарти, технічні регламенти та процедури оцінки відповідності" та на виконання статей 26 і 124 Угоди про асоціацію між Україною та Європейським Союзом.